# 戈頓敦 (北卡羅萊納州)
戈頓敦（英語：Gortontown）是位於美國北卡羅萊納州戴維森縣的非建制地區。

## 歷史
戈頓敦的郵局於1915年設立，其後於1917年停運。

## 地理
戈頓敦所處的海拔為高於海平面237米（即778英呎），而該地所採用的時區為UTC-5，即北美东部时区（EST）。同時該地設有夏令時間，為UTC-5調快一小時，即UTC-4（EDT）。